# وين إف إس
وين إف إس (بالإنجليزية: WinFS)‏ هو نظام ملفات تم تطويره في شركة ميكروسوفت وهو اختصار لكلمة Windows Future Storage.

## نظرة عامة
يعتبر WinFS نظام الملفات الجديد الذي أصدرته شركة مايكروسوفت في سنة 2007 مع نظام تشغيلها الجديد Windows Vista حيث يقوم بتنظيم الملفات بحرفية ودقة أكثر من ذي قبل وذلك بهدف رفع كفاءة نظام التشغيل في تنظيم الملفات وزيادة سرعة البحث عن البيانات.
Windows Future Storage هو الاسم الكودي لتخزين البيانات ونظم إدارة الملفات والمعتمد على قواعد البيانات العلائقية قاعدة بيانات علائقية.
كما يمكن تعريف نظام ملفات WinFS على أنه قواعد بيانات علائقية مبنية على نظام الملفات السابق إن تي إف إس والذي ظهر مع نظام التشغيلويندوز إكس بي، لذلك هو يقدم نفسه لنظام التشغيل كنظام فرعي لتخزين الملفات أو البيانات وذلك لاعتماده على إن تي إف إس.
WinFS يقوم على فكرة ربط قواعد البيانات العلائقية وObjects ولغة الترميز القابلة للامتداد والوثائق غير المهيكلة في نظام الملفات بمفهوم الـMeta-Data وذلك على الملفات طبعاً.
حيث لا يتم تمثيل الملف بالطرق التقليدية عن طريق مسار الملف واسم الملف (Directory Path & File Name) ولكن تقوم بتمثيلها فردياً وذلك حسب مجال الكائنات مثل:
ملفات الصور - ملفات البريد الإلكتروني - ملفات النصوص وغيرها من أنواع الملفات حيث يقوم بفهرستها كما يعطي إمكانية البحث بادق التفاصيل وذلك لأنه تم حفظ بيانات الملف وتفاصيله في قاعدة البيانات.
الـ WinFS تزودنا بإمكانية الوصول إلى البيانات بالطريقتين التقليدية والحديثة أو ما يسمى API's Based والطريقة Object Based والأخيرة هي التي تستغل المزايا الجديدة.

قاعدة اليبانات المستخدمة مع نظام WinFS هي MS SQL Server وهي التي تزودنا بالميزة الرئيسية وهي آلية الحصول على علاقات بين البيانات، حيث تخزن WinFS كل التفاصيل والخصائص في قاعدة البيانات MS SQL Server وهي ملفات ذات امتداد (MDF) وموجودة على هيئة ملفات File Stream هذه الملفات تكون مخزنة وموجودة في مجلد مؤمن ومحمي Secured من قبل نظام التشغيل وهي تحت اسم System Volume Information وهي موجودة في Volume Root على القرص الصلب مباشرةً داخل المجلد WinFS وتكون بأسماء GUIDs